# Cerro Mandalay
El cerro Mandalay ("màɴdəlé tàʊɴ") es una colina de 240 m de altura que se eleva al nordeste del centro de la ciudad de Mandalay en Birmania, que toma su nombre de dicho cerro. Conocido por su abundancia en pagodas y monasterios, el cerro es un lugar de peregrinaje habitual para los budistas birmanos desde hace dos siglos. En la cima del cerro se encuentra la pagoda Sutaungpyei (literalmente "que cumple deseos"). La vista panorámica de la ciudad de Mandalay desde la cima del cerro justifica sobradamente que los visitantes hagan la subida. 

## Ascenso

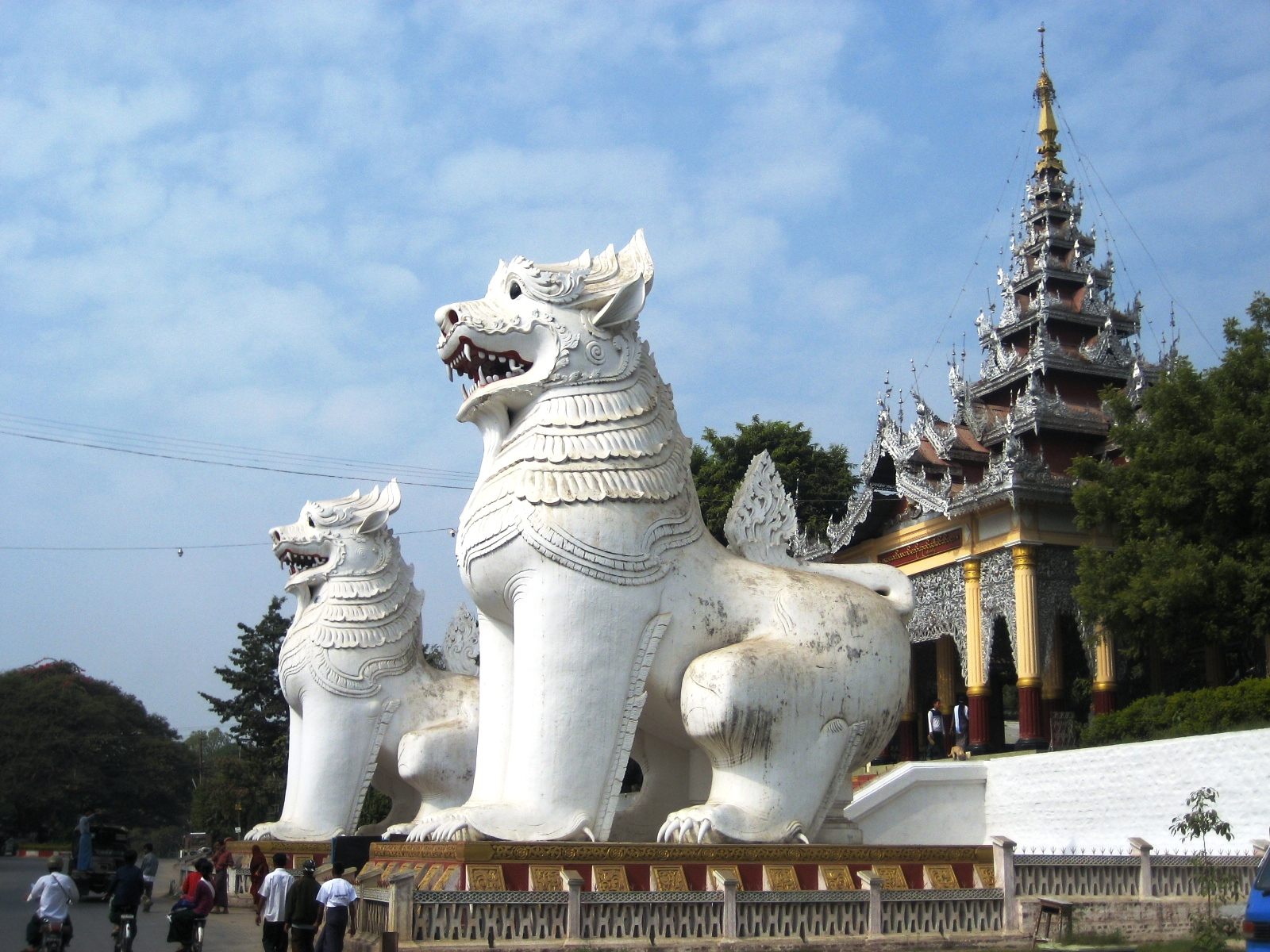
Dos gigante chinthes cuidan la escalera sur.

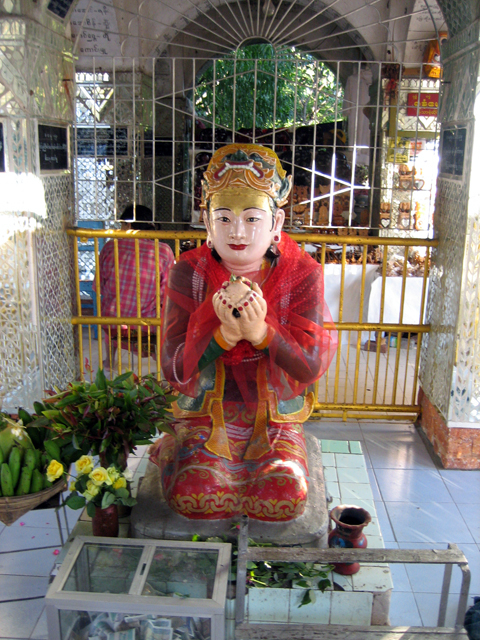
Sanda Muhki, la ogra, ofreciendo sus pechos a Buda.

Dos chinthe, figuras mitad león, montan guardia en el camino sur (y principal) de ascenso en la base del cerro. Hay cuatro escaleras engrabadas que llevan a la cima, llamadas saungdan, situadas en los cuatro puntos cardinales de la colina. De todas maneras, hoy hay una ruta para  vehículos y una escalera mecánica en el último tramo para quienes se ven incapaces de subir por su cuenta.

Hay muchas paradas antes de la cima, entre ellas la casa de un ermitaño donde se guardan restos de los huesos de Buda Gautama.
Pasando su casa hay un túnel donde se erigen figuras de los veintiocho budas del pasado y presente. También hay varios puestos de locales que venden flores y ofrendas para los budas.
Cerca de la cima hay una representación gigante de un Buda Shweyattaw (de pie) o Byadeippay (profeta) con su mano derecha apuntando al cielo. Cuenta la leyenda que este buda habría estado aquí y profetizado que para el año 2400 de la Era Budista (1857 d. C.) una gran ciudad sería fundada al pie del cerro, ciudad donde se divulgarían sus enseñanzas. Además, se conecta con un antiguo mito del reino bagano a través de una marca de lanza que hay en el suelo cerca de donde se dice apareció. Con esta lanza, habría ejecutado un milagrosa salto de garrocha y cruzado el Río Irawadi.
La última parada antes de la cima completa la leyenda de Mandalay. En la terraza sur de una estupa se encuentra la imagen de la ogra Sanda Muhki, quien en busca de un ofrecimiento para el Buda, le ofreció sus pechos. A raíz de esta ofrenda, Buda declaró que Sanda reencarnaría en un gran rey, quien sería el fundador de la ciudad al pie del cerro. La fecha de fundación por el rey Mindon coincide con la fecha que profetizó Buda. En cada esquina de la terraza hay un rey ogro seguido de una armada de ogros en miniatura mostrando sus respetos a buda, además de figuras de otras criaturas. Estas representan los reencarnamientos de buda a través del ciclo del samsara.

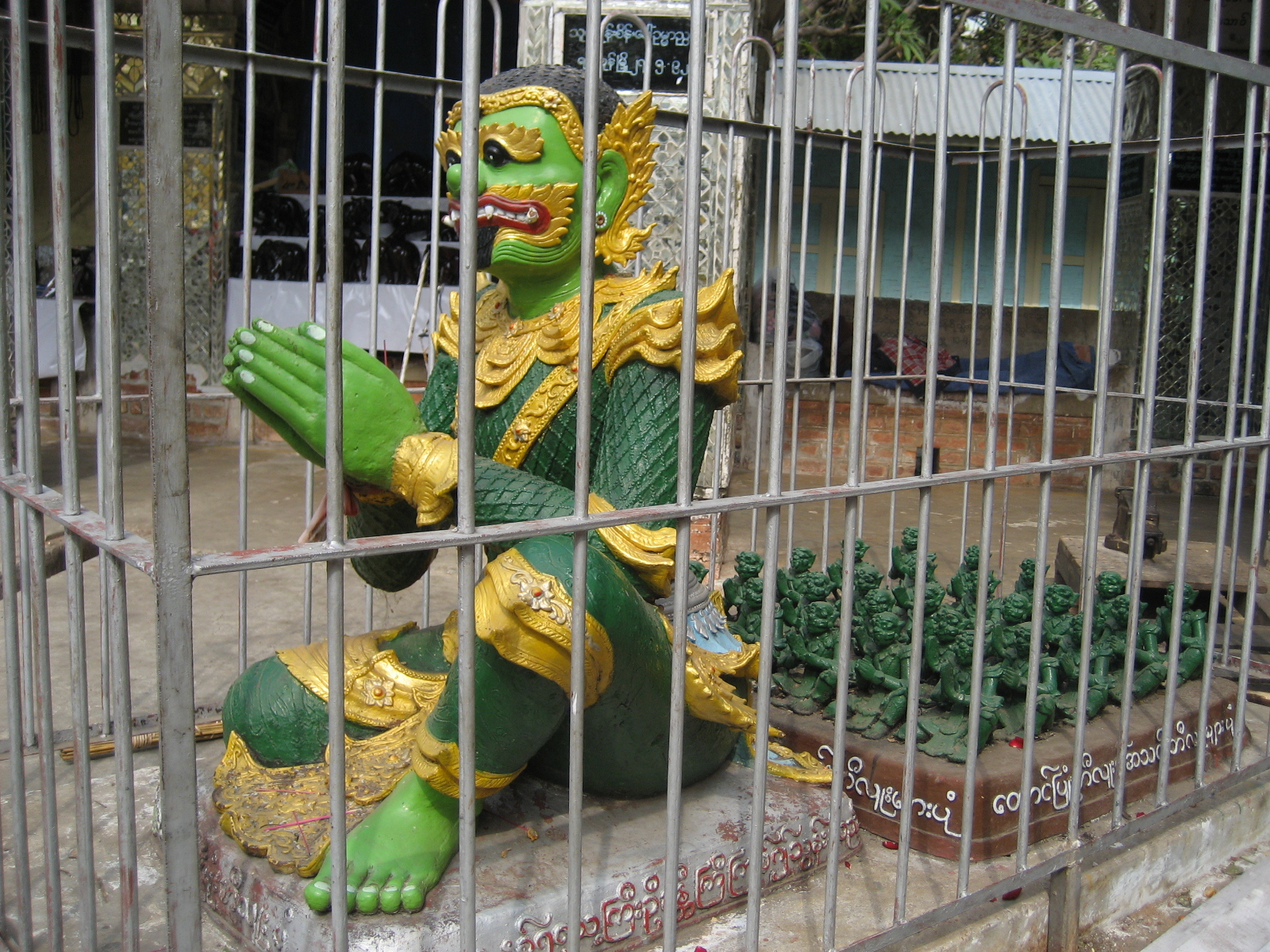
Un rey de ogro y su ejército.

## Cima

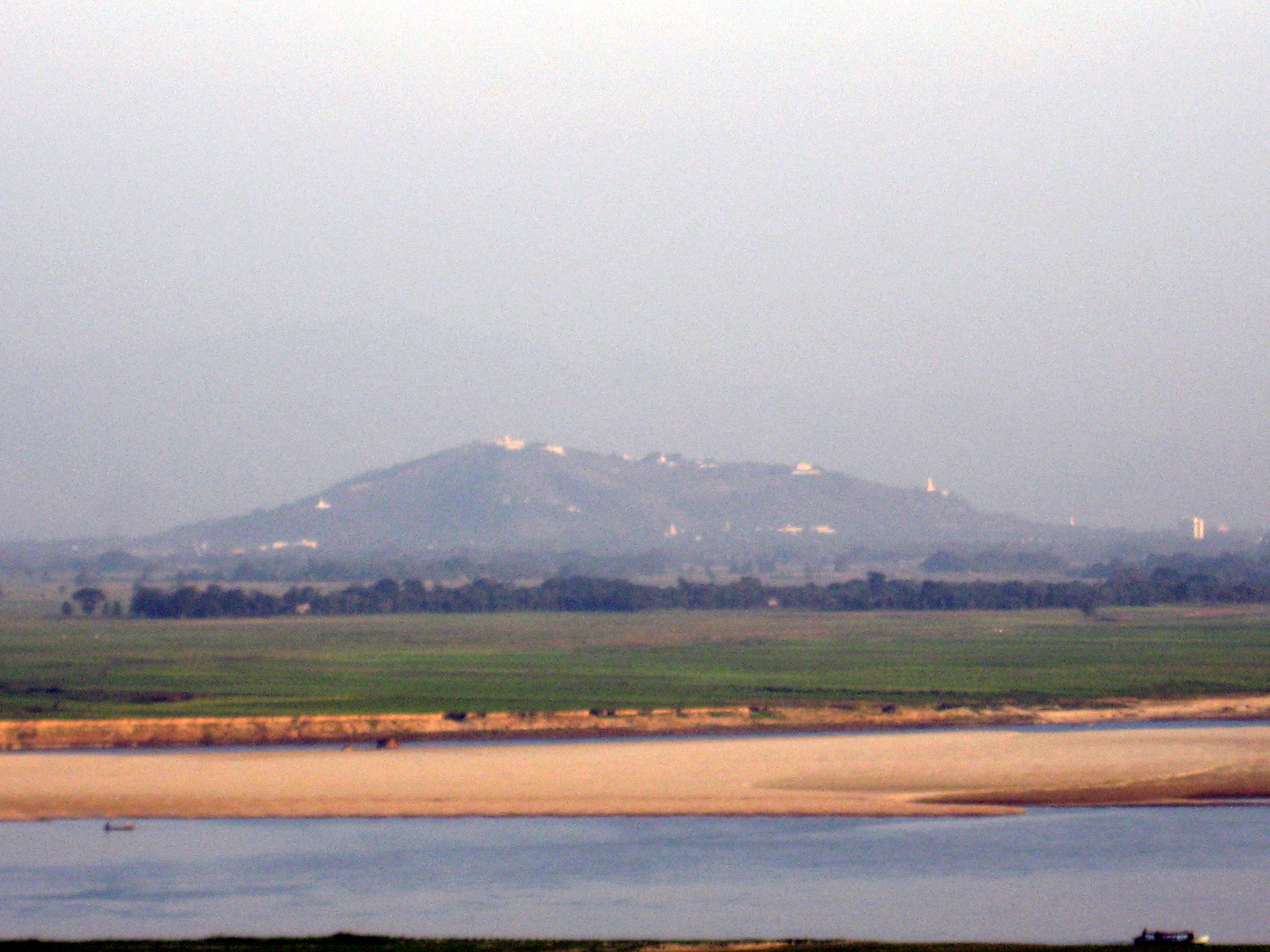
El cerro Mandalay visto desde el oeste

Una vez alcanzada la terraza de la Pagoda Sutaungpyei, se extiende a la vista la planicie de la región de Mandalay. Pueden verse las viejas paredes y fosas que marcan el límite de la ciudad, el río Irawady y varias cordilleras alendantes, numerosas estupas, zayats(el zayat es una construcción de reposo para los viajeros muy habitual en el país). Queda además una última parada, subiendo los últimos metros del monte, la pagoda Mwegyi hnakaung (dos grandes serpientes). Tiene representaciones de dos cobras gigantes de las cuales se cree frecuentaban la cima para rendir sus respetos a Buda. Sobre sus imágenes hay otras que simbolizan sus espíritus al morir. Los creyentes llenan las bocas de las cobras con papel antes de comenzar su rezo. Un árbol común de ver es la acacia.